# Bá vương biệt Cơ
Bá Vương biệt Cơ (tiếng Trung: 霸王別姬; tiếng Anh: Farewell, my Concubine) là bộ phim điện ảnh chính kịch lịch sử được chuyển thể từ tiểu thuyết cùng tên của Lý Bích Hoa, được đạo diễn bởi Trần Khải Ca cùng sự tham gia của các diễn viên Trương Quốc Vinh, Củng Lợi và Trương Phong Nghị. Bộ phim kể về sự cống hiến của kép hát Trình Điệp Y đối với tinh hoa của nghệ thuật dân tộc, chứa đựng nội hàm văn hóa sâu sắc, khí thế hào hùng, cảm xúc mạnh mẽ, cốt truyện chi tiết và sâu sắc.
Tên phim và tiểu thuyết được lấy từ vở Kinh kịch lâu đời Bá Vương biệt Cơ, diễn cảnh là Tây Sở Bá Vương Hạng Vũ vĩnh biệt người vợ yêu quý của ông là nàng Ngu Cơ thời Hán Sở tranh hùng.
Phim đã giành giải Phim xuất sắc nhất tại Liên hoan phim Cannes lần thứ 46 (năm 1993) ở Pháp, trở thành phim Trung Quốc đầu tiên và duy nhất cho đến nay đã giành được giải thưởng này. Tác phẩm cũng được coi là một trong những bộ phim Trung Quốc hay nhất mọi thời đại. Ngoài ra, phim còn giành được giải Quả cầu vàng của Mỹ cho phim nói tiếng nước ngoài hay nhất và được đề cử Oscar lần thứ 66 cho phim nói tiếng nước ngoài hay nhất, đồng thời được tạp chí Time bình chọn là một trong "Top 100 phim bất hủ" năm 2015.
Năm 2006, tạp chí Premier xếp nhân vật Cúc Tiên do Củng Lợi thủ vai thứ 89 trong "100 màn trình diễn vĩ đại nhất mọi thời đại". Năm 2018, nhân kỷ niệm 25 năm phát hành, bộ phim đã được phát hành lại tại Đài Loan trong một phiên bản được khôi phục với định dạng kỹ thuật số. Vào năm 2020, bộ phim cũng được trình chiếu lại tại Hàn Quốc.

## Cốt truyện
Bá Vương biệt cơ là câu chuyện xoay xung quanh số phận nhân vật Trình Điệp Y (Trương Quốc Vinh thủ vai), trong mối quan hệ giữa anh với nghệ thuật Kinh kịch và người bạn diễn Đoàn Tiểu Lâu (Trương Phong Nghị), qua đó thể hiện chủ đề chính của bộ phim: tình yêu nghệ thuật, nỗi ám ảnh và sự phản bội. Phim lấy bối cảnh Trung Hoa từ năm 1924 đến năm 1977.
Năm 1977, một năm sau khi kết thúc cuộc Cách mạng Văn hóa, hai người đàn ông bước lên sân khấu Kinh kịch. Một tiếng nói từ hậu trường cho biết hai người từ hơn 22 năm đã không còn diễn xuất với nhau.
Sau đó, phim thuật lại chuyện năm 1924, khi hai đứa trẻ mồ côi là Trình Điệp Y (程蝶衣 hay Trình Đắc Di trong bản tiếng Việt, lúc nhỏ còn có tên là Tiểu Đậu Tử, trong phim tiếng Việt gọi là Đức Chí) và Đoàn Tiểu Lâu (段小樓, lúc nhỏ còn được gọi là Tiểu Thạch Đầu, bé đầu đá, trong bản tiếng Việt còn gọi là Sĩ Tứ), được đào tạo với Thầy Quan sư phó về nghệ thuật Kinh kịch – Điệp Y đóng vai nữ (hoa đán 花旦 vai nữ và Tiểu Lâu đóng vai nam), bao gồm các phương pháp đào tạo tàn bạo và vô nhân đạo.
Sau đoạn phim này, phim chiếu cảnh Điệp Y đã lớn và đảm nhiệm vai Ngu Cơ, ái thê của Tây Sở Bá Vương Hạng Vũ trong vở kịch Bá Vương biệt cơ, lúc đó Điệp Y và Tiểu Lâu đã trở thành diễn viên Kinh kịch nổi tiếng và được yêu thích. Quá trình phim đan xen với những biến động chính trị của Trung Quốc trong thế kỷ XX: Nhật chiếm đóng, giải phóng bởi những người Cộng sản và khủng bố thời Cách mạng Văn hóa. Tiểu Lâu yêu một người phụ nữ, và làm Điệp Y ghen tức.

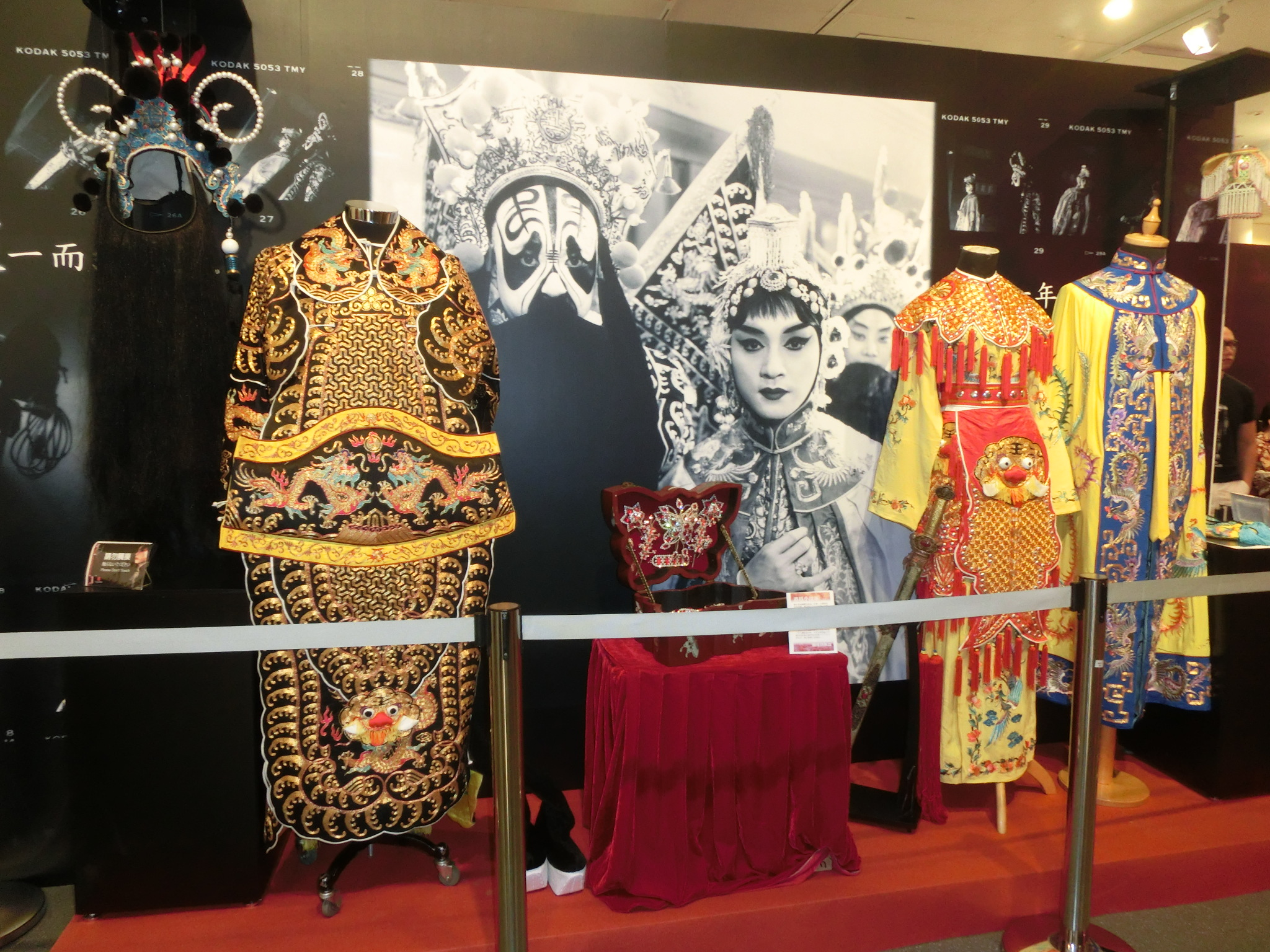
Triển lãm trang phục dùng trong phim tại Thư viện Trung tâm Hong Kong, năm 2013

Khi Đức Chí cùng Sĩ Tứ đã trở thành đôi bạn diễn Trình Điệp Y - Đoàn Tiểu Lâu, nổi danh với vở tuồng kinh điển Bá Vương biệt cơ, anh đã tự gắn đời mình với người bạn diễn, cũng như Ngu cơ một lòng với Sở Vương. Cuộc đời họ bắt đầu dậy sóng khi Đoàn Tiểu Lâu rước về nhà một cô gái thanh lâu tên Cúc Tiên (菊仙, trong bản phim tiếng Việt là Diệu Linh, do Củng Lợi thủ vai), điều làm tổn thương Trình Điệp Y vô cùng. Cùng thời gian này, một nhân vật quyền thế hay được gọi là Viên đại nhân xuất hiện, và phải lòng chính Trình Điệp Y... Một Trình Điệp Y cố chấp và nhầm lẫn, một Đoàn Tiểu Lâu thiếu dứt khoát, và một Cúc Tiên thông minh, sắc sảo không ngờ, mối quan hệ giữa ba nhân vật này trải dài trong yêu thương, đau khổ, ghen tuông, khó xử, giữa một giai đoạn đầy biến động của xã hội Trung Hoa. Đỉnh điểm của tấn bi kịch này là cái chết của Cúc Tiên trong Cách mạng Văn hoá (1966), sau khi cô chứng kiến Đoàn Tiểu Lâu, đấng trượng phu của đời mình bỗng chốc hèn kém như thế nào khi cả ba bị đem ra đấu tố. Và người khóc cho cô nhiều nhất lại chính là Trình Điệp Y, anh vẫn sống cho tới lần tái ngộ cùng Đoàn Tiểu Lâu trong một nhà hát cũ. Trong màn trình diễn cuối cùng đó, Trình Điệp Y đã tuốt gươm tự sát như nhân vật Ngu cơ, để có thể một lòng một dạ với "Bá Vương" của mình - mà giờ đây anh đã thấu rõ đó chính là Kinh kịch chứ không phải riêng Đoàn Tiểu Lâu, cũng như để có thể giữ vẹn giấc mơ của anh, giữ vẹn ảo tưởng và nỗi ám ảnh của anh.
Cốt truyện của bộ phim được lồng song song với cốt truyện của vở tuồng. Sự chung thủy của người ái thê Ngu Cơ với Bá Vương có nét tương đồng với sự phụ thuộc tận tuỵ của Điệp Y với Tiểu Lâu.

## Quá trình tuyển chọn diễn viên

City Magazine số kỷ niệm 15 năm ngày phát hành. Bức hình Trương Quốc Vinh trên bìa tạp chí này đã khiến Trần Khải Ca quyết định giao vai Trình Điệp Y cho anh

Bá Vương biệt cơ đã được lên kế hoạch thực hiện từ năm 1988. Ý tưởng thực hiện bộ phim xuất phát từ chính Trương Quốc Vinh. Anh đọc được tiểu thuyết cùng tên của Lý Bích Hoa, và nhờ người quản lý liên lạc với Từ Phong - nhà sản xuất bộ phim - đề nghị hợp tác thực hiện một bộ phim dựa theo tiểu thuyết này. Từ Phong liên lạc với Trần Khải Ca và mời ông làm đạo diễn cho bộ phim. Ban đầu, người dự định được chọn vào vai Đoàn Tiểu Lâu là Thành Long, nhưng công ty quản lý e ngại vai diễn có tính chất đồng tính sẽ làm ảnh hưởng đến hình ảnh của anh nên đã từ chối. Lý Bích Hoa tuyên bố rằng nếu không phải là Trương Quốc Vinh vào vai Trình Điệp Y thì bà sẽ không để tiểu thuyết của mình được dựng thành phim. Riêng Trương Quốc Vinh thì cho rằng, mình không đủ đẹp để diễn một Trình Điệp Y được miêu tả trong tiểu thuyết (nhân vật Trình Điệp Y được Viên đại nhân ngợi ca trong tiểu thuyết với những câu: "Một nụ cười đem đến cả mùa xuân. Một giọt lệ làm đen tối đất trời... Chỉ có nàng, chỉ có nàng mới có được vẻ đẹp nhường ấy...").
Đến năm 1991, ứng cử viên hàng đầu cho vai Trình Điệp Y là nam diễn viên Tôn Long. Tuy nhiên, do một số vấn đề, cuối cùng vai diễn này không được giao cho anh. Về sau, Từ Phong cho biết bà cảm thấy vẻ đẹp cứng cỏi của Tôn Long không phù hợp với nhân vật Trình Điệp Y . Trần Khải Ca sau đó đã đề cử nam diễn viên Lôi Hán, nhưng anh lại không qua được vòng phỏng vấn (mặc dù sau này vẫn tham gia bộ phim với vai người học trò của Trình Điệp Y). Cho đến một ngày, một người bạn ở Hồng Kông gởi đến cho Trần Khải Ca tờ tạp chí City Magazine (số kỷ niệm 15 năm phát hành - 1991). Trên trang bìa là hình ảnh Trương Quốc Vinh trong trang phục vai Đán của vở Kinh kịch Kỳ tương hội (奇雙會), với một dòng chú thích: "Khải Ca, liệu anh có bị mê hoặc?". Chính bức ảnh này đã khiến Trần Khải Ca quyết định giao vai Trình Điệp Y cho Trương Quốc Vinh. Trương Quốc Vinh đã đến Bắc Kinh sáu tháng để học Kinh kịch và tham gia bộ phim, đây cũng là lần đầu tiên một diễn viên Hồng Kông được mời vào một phim của Trung Quốc đại lục.

## Tác phẩm liên quan
- Vở Kinh kịch Bá Vương biệt cơ
- Tiểu thuyết Bá Vương biệt cơ
- Vở nhạc kịch Bá Vương biệt cơ

## Giải thưởng và các đề cử quan trọng
- 1993 Cannes Film Festival
  - Cành cọ vàng
  - Giải thưởng FIPRESCI cho phim xuất sắc nhất
- 1993 British Academy Award
  - Phim nước ngoài hay nhất
- 1993 Mainichi Film Concours
  - Phim nước ngoài hay nhất
- 1994 Chinese Performance Art Association
  - Giải thưởng đặc biệt (Trương Quốc Vinh)
- 1993 L.A. Film Critics Association
  - Phim nước ngoài hay nhất
- Boston Society of Film Critics
  - Phim nước ngoài hay nhất
- 1993 Japanese Critic Society
  - Nam diễn viên xuất sắc nhất (Trương Quốc Vinh)
- 1993 New York Film Critics Circle Awards
  - Phim nước ngoài hay nhất
  - Nữ diễn viên phụ xuất sắc nhất (Củng Lợi)
- 1993 International Film Festival
  - Giải thưởng Silver Frog của Art of Cinematography (Cố Trường Vệ)
- 1993 Oscar
  - Đề cử: Phim nước ngoài hay nhất
  - Đề cử: Quay phim xuất sắc nhất (Cố Trường Vệ)
- 1994 Golden Globe Award
  - Phim nước ngoài hay nhất
- 1994 International Film Festival
  - Đề cử: Giải thưởng Golden Frog của Art of Cinematography (Cố Trường Vệ)

## Thông tin thêm
- Tại Liên hoan phim Cannes 1993, Trương Quốc Vinh đã được một thành viên trong ban giám khảo bỏ phiếu cho cả hai hạng mục Nam diễn viên xuất sắc nhất và Nữ diễn viên xuất sắc nhất.[cần dẫn nguồn]
- Ngoài việc được bình chọn là Phim Trung Quốc được yêu thích nhất mọi thời đại năm 2005, Bá Vương biệt cơ còn là một trong hai phim Trung Quốc lọt vào danh sách 100 phim hay nhất mọi thời đại do tạp chí Time bình chọn cùng với bộ phim Trùng Khánh Sâm Lâm của đạo diễn Hong Kong Vương Gia Vệ.